# Fourme de Pierre-sur-Haute
La Fourme de Pierre-sur-Haute est un fromage français à base de lait de vache et à pâte persillée,,. Cette fourme est produite dans la région de Pierre-sur-Haute en Auvergne. Sa fabrication se faisait traditionnellement dans des jasseries, ensemble de bâtisses et de pâturages d'altitude ; chaque jas comprenant une étable, un logement et une cave d'affinage.
Ce fromage est fabriqué depuis des siècles dans les zones d’estives des Monts du Forez et aux Hautes Chaumes. Sa fabrication est attestée durant le haut moyen-âge. Il s'agit du nom sous lequel le fromage fabriqué en estive dans les monts du Forez a fait l'objet d'une dénomination le 14 mai 1939. En 1945, 1948 et 1953, des décrets autorisent trois dénominations : « Fourme de Montbrison », « Fourme d’Ambert » et « Fourme de Pierre sur Haute ». Le 9 mai 1972 voit la création d'une appellation d'origine contrôlée : la Fourme d'Ambert et de Montbrison. Le 22 février 2002 les deux appellations ont été disjointes. Le fromage produit sur le versant auvergnat porte le nom de Fourme d'Ambert et celui fabriqué sur le versant ligérien le nom de fourme de Montbrison.